# St. Katharina (Schauerheim)

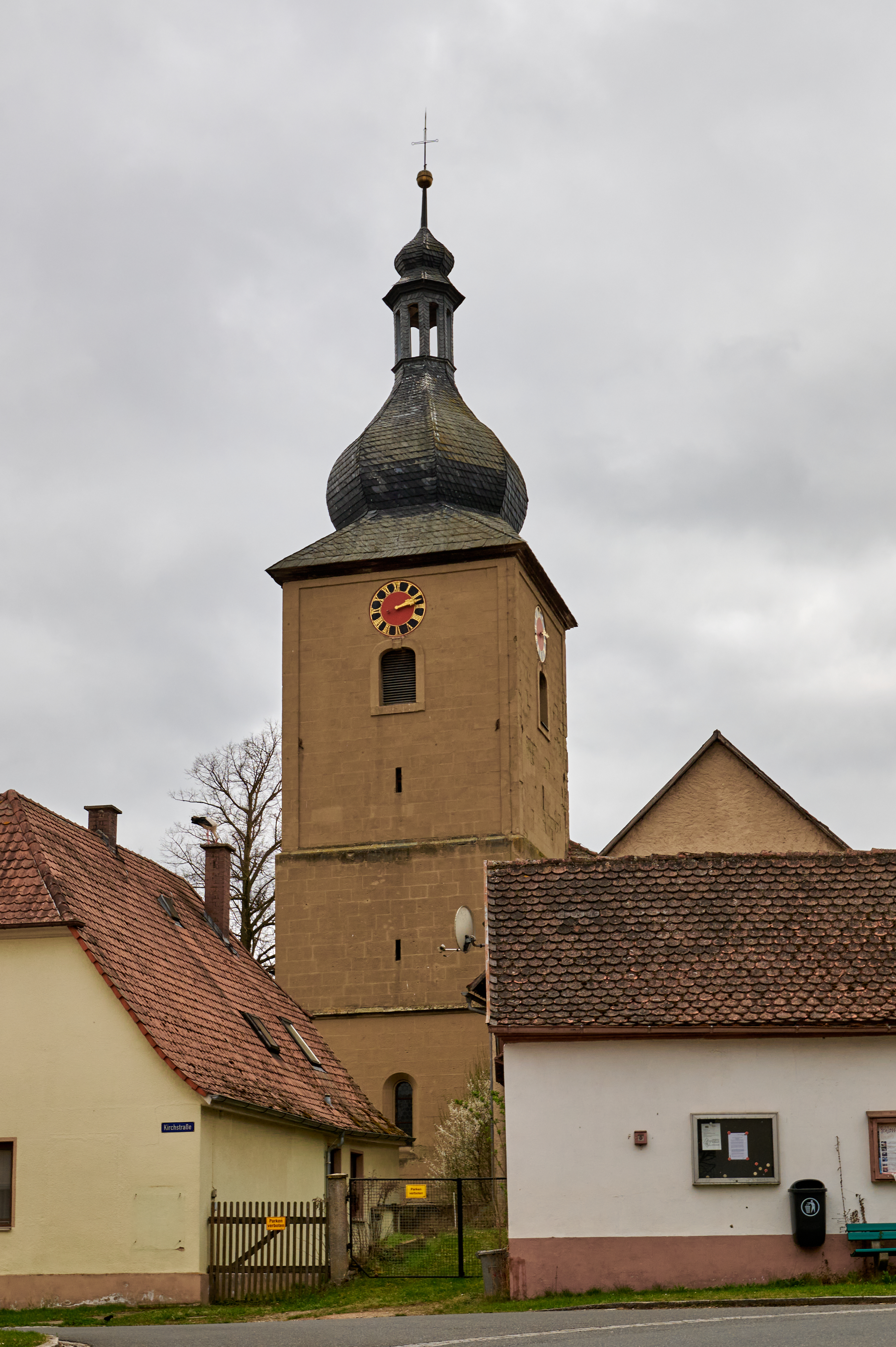
St. Katharina (Schauerheim)

Die denkmalgeschützte, evangelisch-lutherische Pfarrkirche St. Katharina steht in Schauerheim, einem Gemeindeteil der Kreisstadt Neustadt an der Aisch im Landkreis Neustadt an der Aisch-Bad Windsheim (Mittelfranken, Bayern). Die Kirche ist unter der Denkmalnummer D-5-75-153-153 als Baudenkmal in der Bayerischen Denkmalliste eingetragen. Die Kirche gehört zum Dekanat Neustadt an der Aisch im Kirchenkreis Nürnberg der Evangelisch-Lutherischen Kirche in Bayern.

## Beschreibung
Die beiden unteren Geschosse des Chorturms stammen von 1509. An ihn wurde 1732 das mit einem Mansarddach bedeckte Langhaus angebaut. Der Chorturm wurde 1757 aufgestockt, um die Turmuhr und den Glockenstuhl, in dem heute drei Kirchenglocken hängen, unterzubringen, und mit einer schiefergedeckten Welschen Haube bedeckt. Der Chor, der mit einem Kreuzrippengewölbe überspannt ist, wird durch den Kanzelaltar verstellt, er dient jetzt als Sakristei. In ihr befindet sich ein Sakramentshaus aus der Bauzeit. 
Der Innenraum des Langhauses, der mit umlaufenden, doppelstöckigen Emporen an drei Seiten ausgestattet ist, wird mit einem hölzernen Tonnengewölbe überspannt. 1903 wurde außen an der Westseite des Langhauses ein Treppenhaus zu den Emporen angebaut. 
Die 1906 von Johannes Strebel gebaute Orgel mit zwölf Registern, zwei Manualen und einem Pedal wurde 2000 durch eine neue Orgel mit 16 Registern von Orgelbau Mühleisen ersetzt. Die Strebel-Orgel wurde 2006 nach der Restaurierung durch Giovanni Crisostomo in die Krypta der Herz-Jesu-Kirche des Klosters Mariannhill übergeführt.